# Parigi-Nizza 1993
La Parigi-Nizza 1993, cinquantunesima edizione della corsa, si svolse dal 7 al 14 marzo su un percorso di 1 169 km ripartiti in 7 tappe (l'ultima suddivisa in due semitappe) più un cronoprologo. Fu vinta dallo svizzero Alex Zülle davanti ai francesi Laurent Bezault e Pascal Lance. Zülle si impose sia nella frazione a cronometro iniziale che nella cronoscalata finale e mantenne il primato in classifica ininterrottamente dall'inizio al termine della competizione.

## Tappe
| Tappa  | Data     | Percorso                                    | km   | Vincitore di tappa   | Leader cl. generale |
| ------ | -------- | ------------------------------------------- | ---- | -------------------- | ------------------- |
| Prol.  | 7 marzo  | Fontenay-sous-Bois (cron. individuale)      | 7.7  | Alex Zülle           | Alex Zülle          |
| 1ª     | 8 marzo  | Meung-sur-Loire > Nevers                    | 220  | Mario Cipollini      | Alex Zülle          |
| 2ª     | 9 marzo  | Roanne > Roanne (cron. a squadre)           | 33   | ONCE                 | Alex Zülle          |
| 3ª     | 10 marzo | Thizy > Saint-Étienne                       | 175  | Johan Museeuw        | Alex Zülle          |
| 4ª     | 11 marzo | Saint-Étienne > Vaison-la-Romaine           | 215  | Mario Cipollini      | Alex Zülle          |
| 5ª     | 12 marzo | Sarrians > Marsiglia                        | 204  | Mario Cipollini      | Alex Zülle          |
| 6ª     | 13 marzo | Marsiglia > Mandelieu-la-Napoule            | 207  | Armand De Las Cuevas | Alex Zülle          |
| 7ª-1ª  | 14 marzo | Mandelieu-la-Napoule > Mandelieu-la-Napoule | 106  | Laurent Jalabert     | Alex Zülle          |
| 7ª-2ª  | 14 marzo | Nizza > Col d'Èze (cron. individuale)       | 13.5 | Alex Zülle           | Alex Zülle          |
| Totale | Totale   | Totale                                      | 1169 |                      |                     |

## Dettagli delle tappe

### 1ª tappa
- 7 marzo: Fontenay-sous-Bois > Fontenay-sous-Bois (cron. individuale) – 7,7 km

| Pos. | Corridore      | Squadra  | Tempo |
| ---- | -------------- | -------- | ----- |
| 1    | Alex Zülle     | O.N.C.E. | 9'19" |
| 2    | Erik Breukink  | O.N.C.E. | s.t.  |
| 3    | Francis Moreau | Gan      | s.t.  |

| Pos. | Corridore      | Squadra  | Tempo |
| ---- | -------------- | -------- | ----- |
| 1    | Alex Zülle     | O.N.C.E. | 9'19" |
| 2    | Erik Breukink  | O.N.C.E. | s.t.  |
| 3    | Francis Moreau | Gan      | s.t.  |

### 2ª tappa
- 8 marzo: Meung-sur-Loire > Nevers – 220 km

| Pos. | Corridore              | Squadra       | Tempo    |
| ---- | ---------------------- | ------------- | -------- |
| 1    | Mario Cipollini        | MG Boys       | 6h02'49" |
| 2    | Džamolidin Abdužaparov | Lampre-Polti  | s.t.     |
| 3    | Adriano Baffi          | Mercatone Uno | s.t.     |

| Pos. | Corridore      | Squadra  | Tempo    |
| ---- | -------------- | -------- | -------- |
| 1    | Alex Zülle     | O.N.C.E. | 6h12'08" |
| 2    | Erik Breukink  | O.N.C.E. | a 1"     |
| 3    | Francis Moreau | Gan      | s.t.     |

### 3ª tappa
- 9 marzo: Roanne > Roanne (cron. a squadre) – 33 km

| Pos. | Squadra   | Tempo   |
| ---- | --------- | ------- |
| 1    | O.N.C.E.  | 36'16"  |
| 2    | Gan       | a 15"   |
| 3    | Castorama | a 1'02" |

| Pos. | Corridore     | Squadra  | Tempo    |
| ---- | ------------- | -------- | -------- |
| 1    | Alex Zülle    | O.N.C.E. | 6h48'24" |
| 2    | Erik Breukink | O.N.C.E. | a 1"     |
| 3    | Stephen Hodge | O.N.C.E. | a 11"    |

### 4ª tappa
- 10 marzo: Thizy > Saint-Étienne – 175 km

| Pos. | Corridore           | Squadra  | Tempo    |
| ---- | ------------------- | -------- | -------- |
| 1    | Johan Museeuw       | MG Boys  | 3h42'44" |
| 2    | Maximilian Sciandri | Motorola | s.t.     |
| 3    | Jean-Claude Colotti | Gan      | s.t.     |

| Pos. | Corridore     | Squadra  | Tempo     |
| ---- | ------------- | -------- | --------- |
| 1    | Alex Zülle    | O.N.C.E. | 10h31'12" |
| 2    | Erik Breukink | O.N.C.E. | a 4"      |
| 3    | Stephen Hodge | O.N.C.E. | a 14"     |

### 5ª tappa
- 11 marzo: Saint-Étienne > Vaison-la-Romaine – 215 km

| Pos. | Corridore         | Squadra       | Tempo    |
| ---- | ----------------- | ------------- | -------- |
| 1    | Mario Cipollini   | MG Boys       | 5h27'09" |
| 2    | Wilfried Nelissen | Novemail      | s.t.     |
| 3    | Johan Capiot      | TVM-Bison Kit | s.t.     |

| Pos. | Corridore      | Squadra  | Tempo     |
| ---- | -------------- | -------- | --------- |
| 1    | Alex Zülle     | O.N.C.E. | 15h58'32" |
| 2    | Erik Breukink  | O.N.C.E. | a 4"      |
| 3    | Francis Moreau | Gan      | a 8"      |

### 6ª tappa
- 12 marzo: Sarrians > Marsiglia – 204 km

| Pos. | Corridore         | Squadra       | Tempo    |
| ---- | ----------------- | ------------- | -------- |
| 1    | Mario Cipollini   | MG Boys       | 4h58'34" |
| 2    | Wilfried Nelissen | Novemail      | s.t.     |
| 3    | Johan Capiot      | TVM-Bison Kit | s.t.     |

| Pos. | Corridore      | Squadra  | Tempo     |
| ---- | -------------- | -------- | --------- |
| 1    | Alex Zülle     | O.N.C.E. | 20h57'06" |
| 2    | Erik Breukink  | O.N.C.E. | a 4"      |
| 3    | Francis Moreau | Gan      | a 8"      |

### 7ª tappa
- 13 marzo: Marsiglia > Mandelieu-la-Napoule – 207 km

| Pos. | Corridore            | Squadra  | Tempo    |
| ---- | -------------------- | -------- | -------- |
| 1    | Armand De Las Cuevas | Banesto  | 5h09'48" |
| 2    | Lance Armstrong      | Motorola | a 16"    |
| 3    | Maximilian Sciandri  | Motorola | a 44"    |

| Pos. | Corridore       | Squadra  | Tempo     |
| ---- | --------------- | -------- | --------- |
| 1    | Alex Zülle      | O.N.C.E. | 26h07'38" |
| 2    | Laurent Bezault | Gan      | a 32"     |
| 3    | Pascal Lance    | Gan      | s.t.      |

### 8ª tappa
- 14 marzo: Mandelieu-la-Napoule > Mandelieu-la-Napoule – 106 km

| Pos. | Corridore           | Squadra       | Tempo    |
| ---- | ------------------- | ------------- | -------- |
| 1    | Laurent Jalabert    | O.N.C.E.      | 2h37'02" |
| 2    | Maximilian Sciandri | Motorola      | s.t.     |
| 3    | Adriano Baffi       | Mercatone Uno | s.t.     |

| Pos. | Corridore       | Squadra  | Tempo     |
| ---- | --------------- | -------- | --------- |
| 1    | Alex Zülle      | O.N.C.E. | 28h44'40" |
| 2    | Laurent Bezault | Gan      | a 32"     |
| 3    | Pascal Lance    | Gan      | s.t.      |

### 9ª tappa
- 14 marzo: Nizza > Col d'Èze (cron. individuale) – 13,5 km

| Pos. | Corridore             | Squadra  | Tempo  |
| ---- | --------------------- | -------- | ------ |
| 1    | Alex Zülle            | O.N.C.E. | 23'05" |
| 2    | Laurent Bezault       | Gan      | a 9"   |
| 3    | Jean-François Bernard | Banesto  | a 24"  |

| Pos. | Corridore       | Squadra  | Tempo     |
| ---- | --------------- | -------- | --------- |
| 1    | Alex Zülle      | O.N.C.E. | 29h07'45" |
| 2    | Laurent Bezault | Gan      | a 41"     |
| 3    | Pascal Lance    | Gan      | a 1'07"   |

## Classifiche finali

### Classifica generale
| Pos. | Corridore            | Squadra       | Tempo     |
| ---- | -------------------- | ------------- | --------- |
| 1    | Alex Zülle           | O.N.C.E.      | 29h07'45" |
| 2    | Laurent Bezault      | Gan           | a 41"     |
| 3    | Pascal Lance         | Gan           | a 1'07"   |
| 4    | Armand De Las Cuevas | Banesto       | a 1'44"   |
| 5    | Erik Breukink        | O.N.C.E.      | a 1'55"   |
| 6    | Laurent Brochard     | Castorama     | a 2'25"   |
| 7    | Andrew Hampsten      | Motorola      | a 2'27"   |
| 8    | Tony Rominger        | Clas-Cajastur | a 2'32"   |
| 9    | Lance Armstrong      | Motorola      | a 2'45"   |
| 10   | Stéphane Heulot      | Banesto       | a 2'54"   |